# Женская сборная Эстонии по волейболу
Женская национальная сборная Эстонии по волейболу (эст. Eesti Rahvusnaiskond) — представляет Эстонию на международных соревнованиях по волейболу. Управляющей организацией выступает Эстонский волейбольный союз (эст. Eesti Võrkpalli Liit — EVL).

## История
В Эстонии с волейболом познакомились в 1919 году, когда в программу учебных заведений Таллина были включены спортивные игры. Год спустя в центре города был организован спортивный праздник, частью которого стал турнир по волейболу с участием мужских команд ряда городов страны. В 1922 году был организован Союз спортивных игр Эстонии, а через три года он провёл первый чемпионат страны среди мужчин и женщин. В 1930-е годы эстонские команды регулярно принимали участие в различных международных матчах.
В 1940 году Эстония вошла в состав Советского Союза и начиная с 1946 лучшая женская команда Эстонской ССР — таллинский «Калев» — регулярно была в числе участников чемпионатов СССР, но в лучшем случае занимала места в середине турнирной таблицы, а после образования в 1966 году в структуре всесоюзных первенств двух дивизионов «Калев» ни разу не смог выйти в ведущий из них. Наивысшим же достижением женской сборной Эстонской ССР в волейбольных турнирах Спартакиад народов СССР были 6-е места, занятые ею в 1959 и 1963 годах. В составе сборной СССР серебряным призёром чемпионата Европы 1955 стала Айно Хумеринд, единственная представительница Эстонии, входившая в главную команду Советского Союза.
После получения Эстонией независимости федерация волейбола страны в 1992 году вступила в ФИВБ и ЕКВ. В том же году состоялся дебют женской сборной Эстонии в официальных международных соревнованиях. В октябре и ноябре эстонки провели два стыковых матча со сборной Белоруссии в рамках предварительного раунда отборочного турнира чемпионата Европы, но оба раза проиграли со счётом 0:3 и в групповую стадию квалификации не вышли. После этого вплоть до 2008 года сборная Эстонии в официальных турнирах не участвовала, ограничиваясь лишь товарищескими встречами.
В 2008, после 16-летнего перыва, эстонские волейболистки заявились в отборочный турнир европейского континентального первенства, но в своей квалификационной группе проиграли 6 матчей из шести своим соперницам из сборных Болгарии, Хорватии и Финляндии, не сумев взять даже ни одного сета. В следующем году в Таллине прошёл один из групповых турниров стартового раунда отбора на чемпионат мира, но для хозяек поля на этой стадии отбор и завершился из-за единственного поражения от команды Молдавии 2:3.
В 2013 году на первом этапе квалификации мирового первенства эстонки разгромили сборные Латвии, Литвы и Исландии и вышли в финальный раунд отборочного турнира, но в нём ничего не смогли противопоставить национальным командам Азербайджана, Сербии и Израиля, уступив каждой из них с одинаковым счётом 0:3.
В квалификационном турнире чемпионата Европы 2015 сборная Эстонии успешно преодолела первую групповую стадию, но во второй, как и 6-ю годами ранее, оказалась аутсайдером, не сумев в своей группе выиграть ни разу в шести проведённых матчах. Подобным же образом эстонская команда выступила и в квалификации Евро-2017, сумев однако на 2-й стадии отбора одержать одну победу — над сборной Финляндии 3:2.
В январе 2019 года сборная Эстонии добилась исторического достижения для женского волейбола страны, впервые квалифицировавшись на чемпионат Европы. Этого успеха эстонские волейболистки добились, неожиданно для многих заняв в своей отборочной группе 1-е место, опередив команды Финляндии, Чехии и Швеции. Само же европейское первенство для команды Эстонии сложилось неудачно — 5 поражений в 5 матчах и непопадание в плей-офф.
В настоящее время по уровню популярности в стране из игровых видов спорта волейбол традиционно уступает баскетболу, футболу и хоккею с шайбой.

## Результаты выступлений и составы

### Чемпионаты мира
В квалификации чемпионатов мира 1994—2006 сборная Эстонии участия не принимала.
- 2010 — не квалифицировалась
- 2014 — не квалифицировалась
- 2018 — не квалифицировалась
- 2022 — не квалифицировалась
- 2025 — не квалифицировалась

- 2010 (квалификация): Катрин Кыверьялг, Кею Пыллувеер, Лооре Енгел, Кадри Пури, Анна-Кристина Носко, Маарья Кернер, Оксана Босянок, Катрин Оттис, Наталья Братухина, Сирет Ритс, Полина Братухина, Мари-Лиис Грауманн. Тренер — Пеэтер Вахтра.
- 2014 (квалификация): Кею Пыллувеер, Кади Куллерканн, Мерилин Салбен, Юлия Мыннакмяэ, Кристел Моор, Маарья Кернер, Лийс Куллерканн, Наталья Братухина, Элийса Пейт, Ану Эннок, Мари-Лиис Грауманн, Кадри Сиро, Полина Братухина, Пилле Вахтра. Тренер — Пеэтер Вахтра.
- 2018 (квалификация): Нетте Пейт, Юлия Мыннакмяэ, Кристине Мийлен, Лийс Куллерканн, Эгле Пюви, Элийсе Холлас, Райли Конт-Контсон, Керту Лаак, Кристи Нылвак, Сильвия Пертенс, Эрле Пюви, Лоора Орав, Кади Куллерканн. Тренер — Андрей Ояметс.

### Чемпионаты Европы
- 1993 — не квалифицировалась
- 1995 — не участвовала
- 1997 — не участвовала
- 1999 — не участвовала
- 2001 — не участвовала
- 2003 — не участвовала
- 2005 — не участвовала
- 2007 — не участвовала
- 2009 — не квалифицировалась
- 2011 — не участвовала
- 2013 — не участвовала
- 2015 — не квалифицировалась
- 2017 — не квалифицировалась
- 2019 — 21—24-е место
- 2021 — не квалифицировалась
- 2023 — 21—24-е место
- 2026 —

- 2009 (квалификация): Оксана Босянок, Дорит Хейнасту, Эвели Хелисте, Маарья Кернер, Катрин Кыверьялг, Катре Лаанес, Анна-Кристина Носко, Катрин Оттис, Кею Пыллувеер, Кристина Раап, Сирет Ритс, Элис Тенис. Тренер — Пеэтер Вахтра.
- 2015 (квалификация): Мерилин Салбен, Юлия Мыннакмяэ, Кристель Моор, Керту Лаак, Лийс Куллерканн, Наталья Братухина, Элийса Пейт, Ану Эннок, Мари-Лиис Грауманн, Нетте Пейт, Полина Братухина, Пилле Вахтра. Тренер — Пеэтер Вахтра.
- 2017 (квалификация): Нетте Пейт, Юлия Мыннакмяэ, Кристине Мийлен, Лийс Куллерканн, Кайса Ыунпуу, Элийса Пейт, Ану Эннок, Мари-Лиис Грауманн, Керту Лаак, Кристи Нылвак, Полина Братухина-Питу, Элийсе Холлас, Анна Каялина, Кайса Бахмацев. Тренер — Пеэтер Вахтра.
- 2019: Нетте Пейт, Кайса Бахмацев, Юлия Мыннакмяэ, Кристине Мийлен, Лийс Куллерканн, Элийсе Холлас, Элийса Пейт, Ану Эннок, Ханна Паюла, Керту Лаак, Кристи Нылвак, Ингрид Кийск, Кристел Моор, Натали Хайдла. Тренер — Андрей Ояметс.

### Евролига
До 2017 в розыгрышах Евролиги сборная Эстонии участия не принимала.
- 2018 — 16-е место (4-е в Серебряной лиге)
- 2019 — 17—18-е место (5—6-е в Серебряной лиге)
- 2021 — 16—17-е место (5—6-е в Серебряной лиге)
- 2022 — 13-е место (4-е в Серебряной лиге)
- 2023 — 10-е место (1-е в Серебряной лиге)
- 2024 — 11-е место

- 2018: Нетте Пейт, Кайса Бахмацев, Юлия Мыннакмяэ, Кристине Мийлен, Лийс Куллерканн, Элийсе Холлас, Элийса Пейт, Ану Эннок, Ханна Паюла, Керту Лаак, Кристи Нылвак, Кристел Моор, Марье Росенблатт. Тренер — Андрей Ояметс.
- 2019: Нетте Пейт, Кайса Бахмацев, Юлия Мыннакмяэ, Кристине Мийлен, Лийс Куллерканн, Элийсе Холлас, Элийса Пейт, Ану Эннок, Ханна Паюла, Кристи Нылвак, мари Арак, Ингрид Кийск, Кристел Моор, Натали Хайдла, Яде Шадейко. Тренер — Андрей Ояметс.
- 2021: Нетте Пейт, Нора Лембер, Лийс Кивилоо (Куллерканн), Элийсе Холлас, Мелисса Варлыгина, Керту Лаак, Янелле Леенурм, Сильвия Пертенс, Мерилин Паало, Каролина Кибберман, Кади Куллерканн, Катрийн Пыльд, Кадри Кангро, Лийсбет Пилл. Тренер — Алессандро Орефиче.

## Состав
Сборная Эстонии в соревнованиях 2024 года (Евролига, квалификация чемпионата Европы)
| №  | Имя, фамилия              | Год рождения | Рост | Амплуа      | Клуб                          |
| -- | ------------------------- | ------------ | ---- | ----------- | ----------------------------- |
| 1  | Нетте Пейт                | 1992         | 177  | нападающая  | «Раэ-Спордикоол» Юри          |
| 2  | Нора Лембер               | 2005         | 177  | нападающая  | «Тарту Юликоол Бигбанк» Тарту |
| 4  | Кристине Мийлен           | 1996         | 183  | нападающая  | «Радомка» Радом               |
| 5  | Лийс Кивилоо (Куллерканн) | 1991         | 191  | центральная | «Раэ-Спордикоол» Юри          |
| 6  | Мирьям Каск               | 2007         | 186  | центральная | «Тал-Тех» Таллин              |
| 7  | Марили Ласс               | 2002         | 180  | нападающая  | «Тал-Тех» Таллин              |
| 8  | Салме Холлас              | 2004         | 175  | нападающая  | Сиена Колледж (Лудонвиль)     |
| 9  | Кармел Варес              | 2006         | 187  | нападающая  | «Флайнш»                      |
| 10 | Мелисса Варлыгина         | 1999         | 179  | связующая   | «Тал-Тех» Таллин              |
| 11 | Керту Лаак                | 1998         | 188  | нападающая  | «БКС-Бостик» Бельско-Бяла     |
| 12 | Янелле Леенурм            | 2005         | 172  | либеро      | «Тарту Юликоол Бигбанк» Тарту |
| 13 | Сильвия Пертенс           | 1998         | 180  | нападающая  | «Раэ-Спордикола» Юри          |
| 15 | Йоханна Сова              | 2005         | 195  | центральная | Университет штата Флорида     |
| 16 | Каролина Кибберманн       | 2002         | 177  | связующая   | «Тал-Тех» Таллин              |
| 17 | Хяли Вахула               | 2004         | 173  | связующая   | «Тарту Юликоол Бигбанк» Тарту |
| 19 | Кади Куллерканн           | 1992         | 193  | нападающая  | «Арис» Салоники               |
| 21 | Кадри Кангро              | 2004         | 171  | либеро      | «Тарту Юликоол Бигбанк» Тарту |
| 22 | Лийсбет Пилл              | 2003         | 182  | центральная | «Барса» Барселона             |

- Главный тренер — Андрес Тообал.
- Тренеры — Марко Метт.